# Église Saint-Denis de Flocques
L'église Saint-Denis est un édifice religieux à Flocques, en France. Elle est dédiée à saint Denys l'Aréopagite, mentionné dans les Actes des Apôtres, qui fut disciple de saint Paul, lui-même disciple du Christ. Il est dans le culte de cette église aisément confondu avec un autre saint Denis, saint Denis de Paris décapité au IIIe siècle à Montmartre. Cette église se trouve à Flocques, commune des environs d'Eu en Seine-Maritime. Elle dépend de la paroisse de Saint-Michel-d'Eu-sur-Bresle-et-Yères,.

## Architecture
Les matériaux de l'église dans son ensemble et ceux de son chœur sont du marbre avec des soubassement en silex, l'ensemble date pour la plupart du XVIe siècle, elle fut mainte et mainte fois restaurée jusqu'au XIXe siècle. Le XVIIe siècle dans un élan de contre-réforme catholique voit l'apparition d'une tour octogonale. Les premières restaurations en 1841 à 1858 sont dues au curé de Flocques, l'abbé Payot.

## Anselme de Bellengreville
L'un des plus célèbres curés de la fin du XVIe siècle dans cette église est Anselme de Belangreville, confesseur de la reine Louise de Lorraine sous le règne d'Henri III roi de France et de Pologne.